# Williams FW06
 (novembre 2018).
Si vous disposez d'ouvrages ou d'articles de référence ou si vous connaissez des sites web de qualité traitant du thème abordé ici, merci de compléter l'article en donnant les références utiles à sa vérifiabilité et en les liant à la section « Notes et références ».
Chronologie des modèles (1978)
Williams FW05 Williams FW07
La Williams FW06 est la monoplace de Formule 1 engagée par l'écurie Williams F1 Team lors de la saison 1978 de Formule 1 ainsi que pour les quatre premiers Grands Prix de la saison 1979 de Formule 1. 
Elle est pilotée par l'Australien Alan Jones et le Suisse Clay Regazzoni, qui étaient déjà tous deux présents au sein de l'écurie britannique la saison précédente.

## Résultats détaillés en championnat du monde de Formule 1
| Saison | Écurie                          | Moteur               | Pneus | Pilotes        | 1    | 2    | 3    | 4    | 5    | 6   | 7   | 8    | 9   | 10   | 11   | 12   | 13   | 14  | 15  | 16  | Points inscrits | Classement |
| ------ | ------------------------------- | -------------------- | ----- | -------------- | ---- | ---- | ---- | ---- | ---- | --- | --- | ---- | --- | ---- | ---- | ---- | ---- | --- | --- | --- | --------------- | ---------- |
| 1978   | Williams Grand Prix Engineering | Ford-Cosworth DFV V8 | G     |                | ARG  | BRÉ  | ADS  | EUO  | MON  | BEL | ESP | SUE  | FRA | GBR  | ALL  | AUT  | PB   | ITA | EUE | CAN | 11              | 9e         |
| 1978   | Williams Grand Prix Engineering | Ford-Cosworth DFV V8 | G     | Alan Jones     | Abd. | 14   | 4    | 7    | Abd. | 10  | 8   | Abd. | 5   | Abd. | Abd. | Abd. | Abd. | 13  | 2   | 9   | 11              | 9e         |
| 1979   | Albilad-Saudia Racing Team      | Ford-Cosworth DFV V8 | G     |                | ARG  | BRÉ  | ADS  | EUO  | ESP  | BEL | MON | FRA  | GBR | ALL  | AUT  | PB   | ITA  | CAN | EUE |     | 75*             | 2e         |
| 1979   | Albilad-Saudia Racing Team      | Ford-Cosworth DFV V8 | G     | Alan Jones     | 9    | Abd. | Abd. | 3    |      |     |     |      |     |      |      |      |      |     |     |     | 75*             | 2e         |
| 1979   | Albilad-Saudia Racing Team      | Ford-Cosworth DFV V8 | G     | Clay Regazzoni | 10   | 15   | 9    | Abd. |      |     |     |      |     |      |      |      |      |     |     |     | 75*             | 2e         |

Légende : ici  

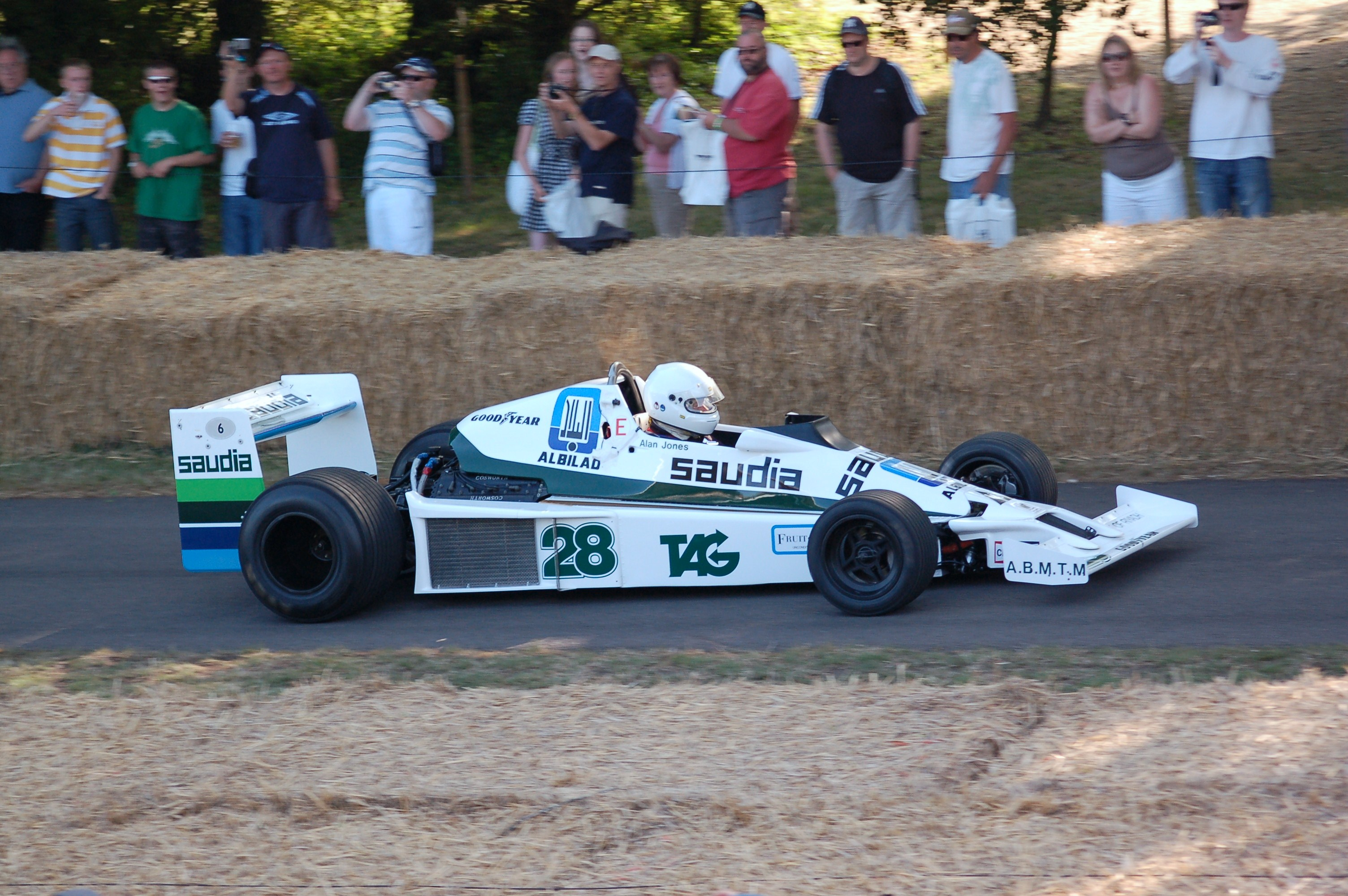
Williams FW06 en exhibition à Goodwood en 2009.

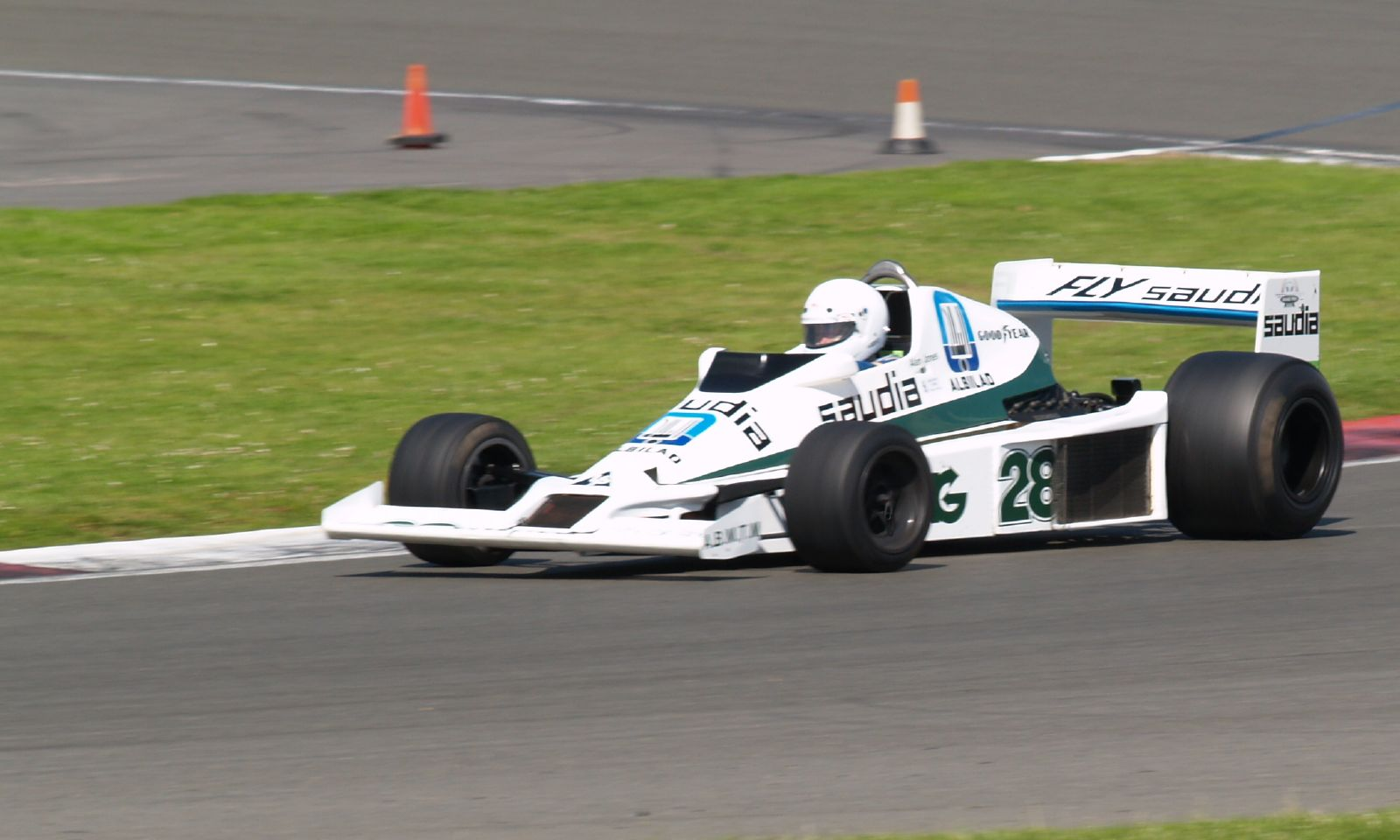
Williams FW06 en exhibition à Silverstone en 2007.

* 71 points marqués avec la Williams FW07